# 漆部神社

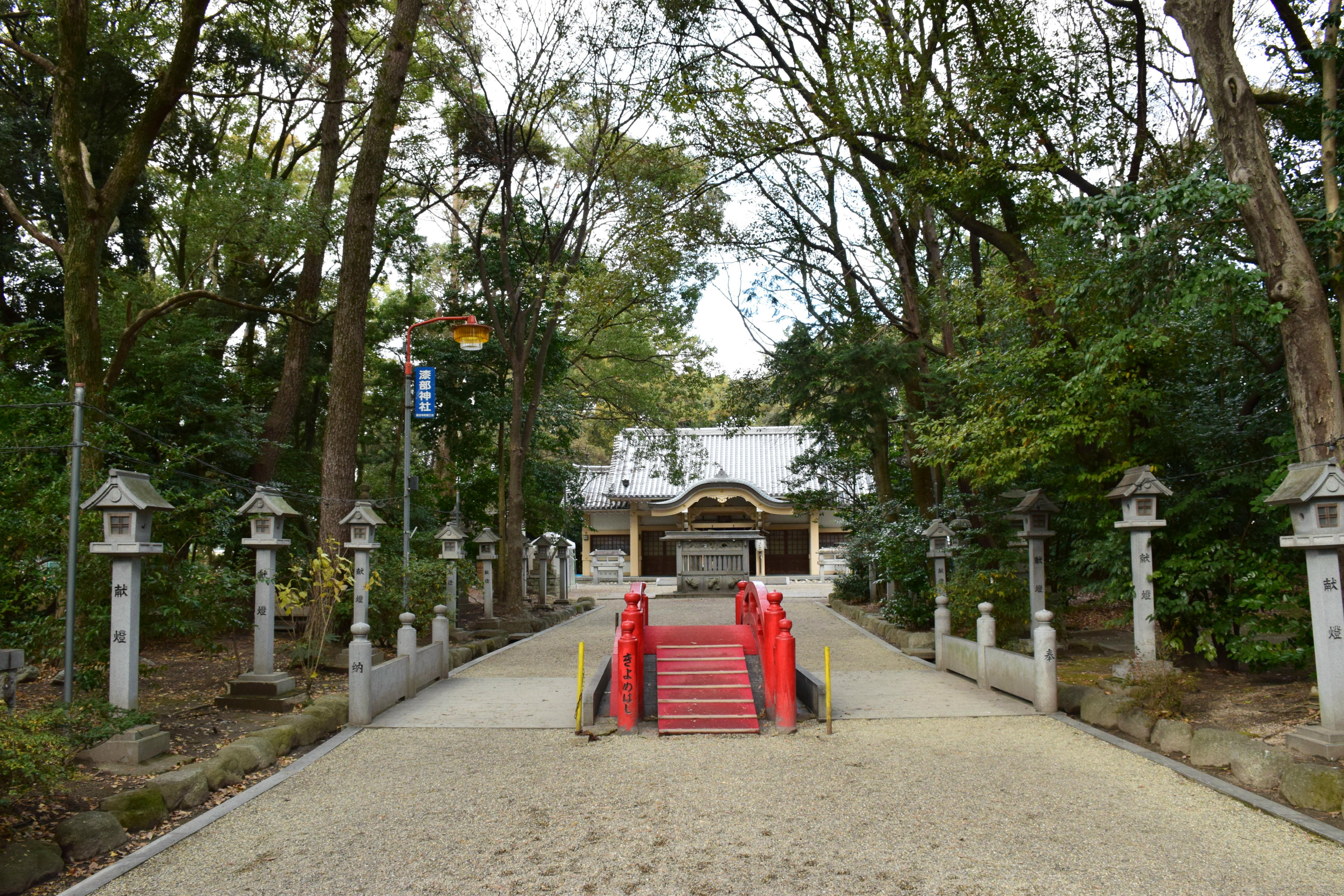
参道

漆部神社（ぬりべじんじゃ）は、愛知県あま市甚目寺東門前にある神社。甚目寺に隣接する。

## 概要
式内社である。かつては甚目寺の鎮守社であったが、明治時代の神仏分離で境内を分けている。
漆、漆器の神社である。

## 概略
創建時期は不明。創建当初の名称は漆部神社という。
鎌倉時代以降、漆部天神、八大明神社に改称されていたが、1957年（昭和32年）に漆部神社に戻されている。
かつては現在地の東（現在の本堂の北付近）に位置していた。

## 祭神
- 三見宿禰
  - 火明命から5代目とされている。漆部（漆器具の製作を行った人々）の祖神である。
- 木花咲耶姫命
- 八大明神（稲荷神社、賀茂神社、春日神社、住吉神社、祇園神社、貴船神社、平野神社、松尾神社の祭神の総称という）

## 所在地
- 愛知県あま市甚目寺東門前11

## 交通機関
- 名鉄津島線 甚目寺駅下車、徒歩で約5分。